# Somerton (Somerset)
Somerton é uma cidade do distrito de South Somerset, no Condado de Somerset, na Inglaterra. Sua população é de 4.279 habitantes (2015). Somerton foi registrada no Domesday Book de 1086 como Sumer/Summertone/Sumertona.